# Duyên định kim tiền
Duyên định kim tiền là một bộ phim truyền hình được thực hiện bởi Hãng phim Giải Phóng cùng IMC do Hồ Ngọc Xum làm đạo diễn. Phim được chuyển thể từ truyện dài Thầy Thông Ngôn của nhà văn Hồ Biểu Chánh. Phim phát sóng vào lúc 19h00 từ thứ 2 đến thứ 7 hàng tuần bắt đầu từ ngày 21 tháng 12 năm 2017 và kết thúc vào ngày 24 tháng 1 năm 2018 trên kênh TodayTV.

## Nội dung
Duyên định kim tiền bắt đầu từ khi chàng thư sinh Trần Văn Phong (Võ Đình Hiếu), là con của nhà gia giáo vì nghe lời mẹ đã bội ước người yêu cô Hai Liền (Thùy Trang) để đi lấy một cô gái khác tên Như Hoa (Cao Thái Hà) – con gái Cai Tổng Luông (Phú Quý) nhà quyền thế, giàu sang...

## Diễn viên
- Thùy Trang trong vai Hai Liền[4]
- Võ Đình Hiếu trong vai Trần Văn Phong[4]
- Cao Thái Hà trong vai Như Hoa[4]
- Nam Cường trong vai Trường Vinh[4]
- Thân Thúy Hà trong vai Bà Kim Ánh[4]
- Huỳnh Kim Khánh trong vai Xuân Hương[4]
- Thành Đạt trong vai Hoàng Kiết
- Phú Quý trong vai Ông Cai Tổng Luông
- Thanh Thủy trong vai Bà Cai Tổng Luông
- Tấn Thi trong vai Ông Hương Chủ Hạnh
- Hồng Thắm trong vai Bà Hương Chủ Hạnh
- Hồng Tơ trong vai Ông Hương Sư Sắc
- Hồng Hải trong vai Bà Hương Sư Sắc
- Huỳnh Văn Đua trong vai Ông Huyện Trương Hà
- Ngọc Hạnh trong vai Bà Huyện Trương Hà

Cùng một số diễn viên khác....

## Nhạc phim
- Giọt sầu quạnh hiu

Sáng tác: Ngọc Sơn
Thể hiện: Lam Tuyền 
- Người phụ nhau mà chi

Sáng tác: Ngọc Sơn
Thể hiện: Khánh Duy

## Giải thưởng
| Năm  | Giải thưởng   | Hạng mục                                | (Người) đề cử | Kết quả   | Tham khảo |
| ---- | ------------- | --------------------------------------- | ------------- | --------- | --------- |
| 2018 | Ngôi Sao Xanh | Phim truyền hình xuất sắc nhất          | —             | Đoạt giải | [ 7 ]     |
| 2018 | Ngôi Sao Xanh | Nữ diễn viên truyền hình xuất sắc nhất  | Thùy Trang    | Đoạt giải | [ 8 ]     |
| 2018 | Ngôi Sao Xanh | Nữ diễn viên truyền hình xuất sắc nhất  | Cao Thái Hà   | Đề cử     | [ 9 ]     |
| 2018 | Ngôi Sao Xanh | Nam diễn viên truyền hình xuất sắc nhất | Võ Đình Hiếu  | Đề cử     | [ 9 ]     |
| 2018 | Ngôi Sao Xanh | Nam diễn viên truyền hình xuất sắc nhất | Nam Cường     | Đề cử     | [ 9 ]     |